# Lovro Kos
Lovro Kos (Liubliana, 23 de junio de 1999) es un deportista esloveno que compite en salto en esquí.
Participó en los Juegos Olímpicos de Pekín 2022, obteniendo una medalla de plata en la prueba de trampolín grande por equipo (junto con Cene Prevc, Timi Zajc y Peter Prevc). Ganó dos medallas de oro en el Campeonato Mundial de Esquí Nórdico, en los años 2023 y 2025.

## Palmarés internacional
| Juegos Olímpicos   | Juegos Olímpicos    | Juegos Olímpicos | Juegos Olímpicos |
| Año                | Lugar               | Medalla          | Prueba           |
| ------------------ | ------------------- | ---------------- | ---------------- |
| 2022               | Pekín (China)       | Medalla de plata | TG por equipo    |
| Campeonato Mundial |                     |                  |                  |
| Año                | Lugar               | Medalla          | Prueba           |
| 2023               | Planica (Eslovenia) | Medalla de oro   | TG por equipo    |
| 2025               | Trondheim (Noruega) | Medalla de oro   | TG por equipo    |